# Tomoplagia stonei
Tomoplagia stonei är en tvåvingeart som beskrevs av Aczel 1955. Tomoplagia stonei ingår i släktet Tomoplagia och familjen borrflugor.
Artens utbredningsområde är Panama. Inga underarter finns listade i Catalogue of Life.